# Godło Laosu
Godło Laotańskiej Republiki Ludowo-Demokratycznej – kompozycja w stylu właściwym dla krajów socjalistycznych, przedstawiająca hydroelektrownię, pola ryżowe i lasy, drogę między nimi, a także koło zębate symbolizujące przemysł. Symbole te oznaczają, że Laos jest krajem rolniczo-przemysłowym i socjalistycznym.
Do 1991 całość zamykały w formie okręgu ryżowe kłosy zwieńczone pięcioramienną czerwoną gwiazdą, która symbolizowała socjalizm i komunizm, podobnie jak znajdujący się pod nią wizerunek sierpa i młota.
Czerwona wstęga oplatająca kłosy zawiera nazwę państwa: „Laotańska Republika Ludowo-Demokratyczna”. Po bokach szarfy zawierają słowa: „Pokój, Niepodległość, Demokracja, Jedność, Dobrobyt”.
Obecna wersja godła (od 1991) zamiast czerwonej gwiazdy, sierpa i młota oraz linii wysokiego napięcia zawiera wizerunek buddyjskiej świątyni Pha That Luang.

Godło Królestwa Laosu 1949–1975
Godło w latach 1975–1991
Emblemat Laotańskiej Armii Ludowej